# 백야행
《백야행》(일본어: 白夜行 뱌쿠야코[*])는 히가시노 게이고의 소설이다. 슈에이샤의 문예지 《소설 스바루》에 1997년부터 1999년까지 연재됐으며, 1999년 8월에 출판되었다.
연작은 단편으로 연재되고 있지만, 단행본에서는 장편으로 구성하여 다시 간행되었다. 발행 부수는 2005년 11월 당시에는 55만부 정도였지만, 드라마 첫 방송 전후에 매출이 증가, 2006년 1월에 100만부를 돌파. 2010년 12월 현재 200만부를 기록했다.
2005년에 연극으로, 2006년 상반기에는 동명의 원작 소설로 극화한 텔레비전 드라마로 만들어졌다. 2009년에는 대한민국, 2011년에는 일본에서 영화로 만들어졌다.

## 소설
줄거리
19년 전 (1973년), 오사카에서 일어난 전당포 살인. 몇 명의 용의자가 수사 선상에 떠오르지만, 결정적인 증거가 없는 채 사건은 미궁에 빠진다. 피해자의 아들 기리하라 료지과 용의자의 딸 가라사와 유키호는 각자의 인생을 걸어가는 것처럼 보였다. 하지만 두 사람의 주위에는 동기없는 묻지마 흉악 범죄가 잇달아 발생... 사람의 마음을 잃은 고의 비극을 대서사 스케일을 함축적으로 담았다.
특징
1973년부터 1992년까지 19년의 세월을 거쳐 많은 사람의 관점과 복선을 그리는 장편 소설. 주인공의 심리 묘사를 최대한 배제하고 있다.

### 등장 인물

#### 주요 인물
- 기리하라 료지(桐原 亮司): 1973년 전당포 살인사건 피해자의 아들. 타인과 잘 어울리지 않는 음침한 아이였으며, 아버지가 죽은 후 매춘, 게임 프로그램 위조, ATM기 조작 등 범죄에 가담한다.
- 가라사와 유키호(唐沢 雪穂): 1973년 전당포 살인사건 용의자였던 니시모토 후미요의 딸. 후미요가 가스 중독 사고로 죽은 뒤 친척인 가라사와 레이코의 양녀가 되었다. 그 후 빼어난 미모와 지성, 양어머니에게서 배운 예의범절 등으로 말미암아 요조숙녀로 성장한다. 그러나 그녀의 주변인물
- 사사가키 준조(笹垣 潤三): 오사카 부경 수사1과 소속 형사. 1973년 전당포 살인사건 후 료지와 유키호에게 의심을 품고 그 두 사람을 계속해서 쫓는다.
- 고가 히사시(古賀 久志)
- 기리하라 요스케(桐原 洋介)
- 기리하라 야에코(桐原 弥生子)
- 마쓰우라 이사무(松浦 勇)
- 니시모토 후미요(西本 文代)
- 가라사와 레이코(唐沢 礼子)
- 아키요시 유이치(秋吉 雄一)
- 무타 도시유키: 유이치와 같은 반인 불량학생. 유이치에게 세이카 여학교의 미야코의 사진을 요구한다.
- 기쿠치 후미히코(菊池 文彦)
- 후지무라 미야코(藤村 都子)
- 가와시마 에리코(川島 江利子)
- 소노무라 도모히코(園村 友彦)
- 하나오카 유코: 료지의 매춘 손님으로 참여했다가, 도모히코와 내연 관계가 된다. 그러나 도모히코와의 관계 중 갑자기 사망해 버린다.
- 무라시타: 도모히코와 같은 학교에 다니는 잘생긴 남학생.
- 니시구치 나미에(西口 奈美江)
- 에노모토 히로시: 나미에의 연인. 사업가로 위장한 야쿠자로 나미에에게 계속해서 돈을 요구하고 있었다. 나미에가 사라진 후 그녀의 행방을 좇아 료지의 사무실에 들이닥친다.
- 가네시로: 료지에게 골프 게임 제작을 의뢰한, 해골처럼 홀쭉한 남자.
- 나카미치 마사하루(中道 正晴)
- 시노즈카 가즈나리(篠塚 一成)
- 구라하시 가나에(倉橋 香苗)
- 다카미야 마코토(高宮 誠): 연합 사교댄스 동아리 부부장으로, 부장인 시노즈카 가즈나리와는 같은 학교의 절친한 친구다. 세이조 출신의 거대 지주의 아들. 유키호의 대시를 계기로 연인이 되었으며, 졸업 후 도자이 전기 장치사에서 일하며 유키호와 결혼한다.
- 다카미야 요리코, 진이치, 후미코: 마코토의 홀어머니, 외할아버지, 외할머니.
- 미사와 지즈루(三沢 千都留)
- 우에노 아케미: 지즈루의 동료 파견 직원. 결혼 후 일을 그만둔다.
- 나카지마 히로에(中嶋 弘恵)
- 이마에다 나오미(今枝 直巳)
- 스가와라 에리(菅原 絵里)
- 구리하라 노리코(栗原 典子)
- 시노즈카 야스하루(篠塚 康晴)
- 시노즈카 미카(篠塚 美佳)

### 출판 정보
한국어판
- 백야행 (상): ISBN 89-8497-024-7
- 백야행 (중): ISBN 89-8497-025-5
- 백야행 (하): ISBN 89-8497-026-3

## 연극
2005년 9월부터 12월까지 극단 스튜디오 라이프에서 2부 구성으로 연극화되었다.

### 출연진
출연진은 4팀으로 나뉜다.
- 기리하라 료지 : 오이카와 켄, 후나미 카즈토시, 이와사키 다이
- 가라사와 유키호 : 야마모토 요시키, 카사하라 히로오
- 사사가키 준조 : 소제 카이지

### 스탭
- 각본·연출 : 쿠라타 아츠시

공연장
제1부 : 키노쿠니야 홀 (도쿄), 우메다 예술 극장 씨어터 드라마 시티 (오사카)
제2부 : 극장 1010 (도쿄), 오사카 후생 연금 회관 예술 홀 (오사카)

## 드라마
일본 TBS 방송사에서 제작되어 2006년 상반기에 방영한 동아시아 최초의 누아르급 스릴러 드라마이므로, 주인공 기리하라 료지 역에 야마다 다카유키, 가라사와 유키호 역에 아야세 하루카, 사사가키 준조 역에 다케다 데쓰야가 캐스팅되었다.

## 영화

### 대한민국의 영화
손예진, 고수, 한석규 주연의 2009년 대한민국의 영화이다.